# Erik Janiš
Erik Janiš (ur. 23 września 1987 w Ołomuńcu) – czeski kierowca wyścigowy.

## Kariera
Janiš rozpoczął karierę w wyścigach samochodowych w roku 2003, od startów w Formule BMW ADAC. Z dorobkiem 12 punktów ukończył sezon na 20 pozycji. W późniejszych latach startował także w FIA GT Championship, SEAT Leon Supercopa Germany, Czeskim Pucharze Škoda Octavia, Międzynarodowej Formule Master, FIA GT3 European Championship, A1 Grand Prix, Formule 3 Euro Series, Le Mans Series, Lamborghini Blancpain Super Trofeo, ADAC GT Masters oraz w Mégane Trophy Eurocup. W Formule 3 Euro Series dołączył do stawki w 2009 roku. Zdobył pięć punktów, które dały mu 21. miejsce, jednakże wygrał klasyfikację debiutantów.

## Statystyki
| Sezon     | Seria                                    | Zespół                                     | Wyścigi | Zwycięstwa | PP | NO | Punkty | Pozycja |
| --------- | ---------------------------------------- | ------------------------------------------ | ------- | ---------- | -- | -- | ------ | ------- |
| 2003      | Formuła BMW ADAC                         |                                            | 12      | 0          | 0  | 0  | 12     | 20      |
| 2006      | Czeski Puchar Škoda Octavia              |                                            |         | 2          |    |    |        | 6       |
| 2006      | Supercopa SEAT Leon Germany              | Team LogiPlus powered by Konrad Motorsport | 4       | 0          | 0  |    | 0      | NS      |
| 2007      | Międzynarodowa Formuła Master            | Team I.S.R.                                | 4       | 0          | 0  | 0  | 2      | 25      |
| 2007      | Czeski Puchar Škoda Octavia              |                                            |         | 4          |    |    |        | 1       |
| 2007      | FIA GT3 European Championship            | S-Berg Racing                              | 4       | 0          |    |    | 19     | 6       |
| 2007/2008 | A1 Grand Prix                            | A1 Team Czech Republic                     | 6       | 0          | 0  | 0  | 1      | 19      |
| 2008      | Formuła 3 Euro Series                    | Mücke Motorsport                           | 20      | 0          | 0  | 0  | 5      | 21      |
| 2008      | Masters of Formula 3                     | Mücke Motorsport                           | 1       | 0          | 0  | 0  | N/A    | 11      |
| 2009      | Międzynarodowa Formuła Master            | ISR                                        | 12      | 0          | 0  | 0  | 42     | 6       |
| 2009      | Lamborghini Blancpain Super Trofeo - Pro | Lamborghini Racing Eastern Europe          | 3       | 0          | 0  | 0  | 26     | 9       |
| 2009      | Le Mans Series – LMGT1                   | IPB Spartak Racing                         | 1       | 0          | 0  | 0  | 8      | 10      |
| 2010      | Lamborghini Super Trofeo                 | Gravity-Charouz Racing                     | 2       | 0          | 0  | 0  | 0      | NS      |
| 2010      | Lamborghini Blancpain Super Trofeo - Pro | Gravity-Charouz Racing                     | 0       | 0          | 0  | 0  | 0      | NS      |
| 2011      | Lamborghini Super Trofeo - Pro           | Gravity-Charouz Racing                     | 9       | 2          |    |    | 71     | 3       |
| 2012      | ADAC GT Masters                          | Heico-Gravity-Charouz Team                 | 15      | 0          | 0  | 0  | 0      | NS      |
| 2013      | Mégane Trophy Eurocup                    | Gravity-Charouz                            | 12      | 0          | 0  | 1  | 121    | 5       |